# Peperomia tequendamana
Peperomia tequendamana är en pepparväxtart som beskrevs av William Trelease. Peperomia tequendamana ingår i släktet peperomior, och familjen pepparväxter. Inga underarter finns listade i Catalogue of Life.